# Louis François Froudière
Louis François Bernard Froudière est un homme politique français né le 9 décembre 1751 à Bernay (Eure) et décédé le 23 mai 1833 à Rouen (Seine-Maritime).
Avocat au Parlement de Rouen, il est l'auteur d'un "Plaidoyer sur la liberté de l'avocat". Il est député de la Seine-Inférieure de 1791 à 1792, siégeant à droite.

## Sources
- « Louis François Froudière », dans Adolphe Robert et Gaston Cougny, Dictionnaire des parlementaires français, Edgar Bourloton, 1889-1891 [détail de l’édition]